# Калашово (Алтайский край)
Калашово — упразднённый посёлок в Солтонском районе Алтайского края. На момент упразднения входил в состав Берёзовского сельсовета. Исключен из учётных данных в 1986 году.

## География
Располагался в предгорьях Алтая, на правом берегу реки Солтонка, приблизительно в 1,5 км, по прямой, к северо-западу от села Берёзово. 

## История
Основан в 1676 году. В 1928 году деревня Кулашева состояла из 98 хозяйств. В административном отношении входила в состав Берёзовского сельсовета Солтонского района Бийского округа Сибирского края.
Решением Алтайского краевого исполнительного комитета от 29.04.1986 года № 160/1 посёлок исключен из учётных данных.

## Население
Согласно переписи 1926 года в деревне проживало 454 человека (216 мужчин и 238 женщин), основное население — татары.